# Ким Минсок (певец)
Ким Минсок (кор. 김민석, кит. 金珉碩, англ. Kim Min Seok, род. 26 марта 1990, Кури, Республика Корея), также известен под псевдонимом Сиумин (кор. 시우민, англ. Xiumin) — южнокорейский певец, актёр и танцор. Является участником южнокорейско-китайской группы EXO, её подгрупп: EXO-M и EXO-CBX.

## Карьера

### 1990—2013: Ранняя жизнь и карьера
Сиумин родился 26 марта 1990 года в Кури, провинция Кёнгидо, Южная Корея. Он был студентом Католического университета Квандун, где он посетил семинар и выступил с докладом для студентов в области прикладной музыки. Сиумин изучал боевые искусства и имеет черный пояс по кэндо и тхэквондо. Он обучался ушу и фехтованию. Сиумин также известен как страстный поклонник футбола и является почетным послом Корейской футбольной ассоциации.
До участия Сиумина в конкурсе «SM Everysing» он прослушивался для JYP в 2008 году, но был отвергнут. В 2008 году Сиумин занял второе место в конкурсе «SM Everysing Contest». Позже он стал стажером через систему кастинга SM Entertainment в том же году.
26 января 2012 года был представлен седьмым участником группы EXO. Группа дебютировала 8 апреля 2012 года. В 2013 году Сиумин выступил в качестве гостя вместе с актрисой Ким Ю Чон в музыкальном клипе на песню «Gone» южнокорейской певицы Джин, в настоящее время являющейся участницей группы Lovelyz.

### 2015—2020: Актёрская деятельность и EXO-CBX

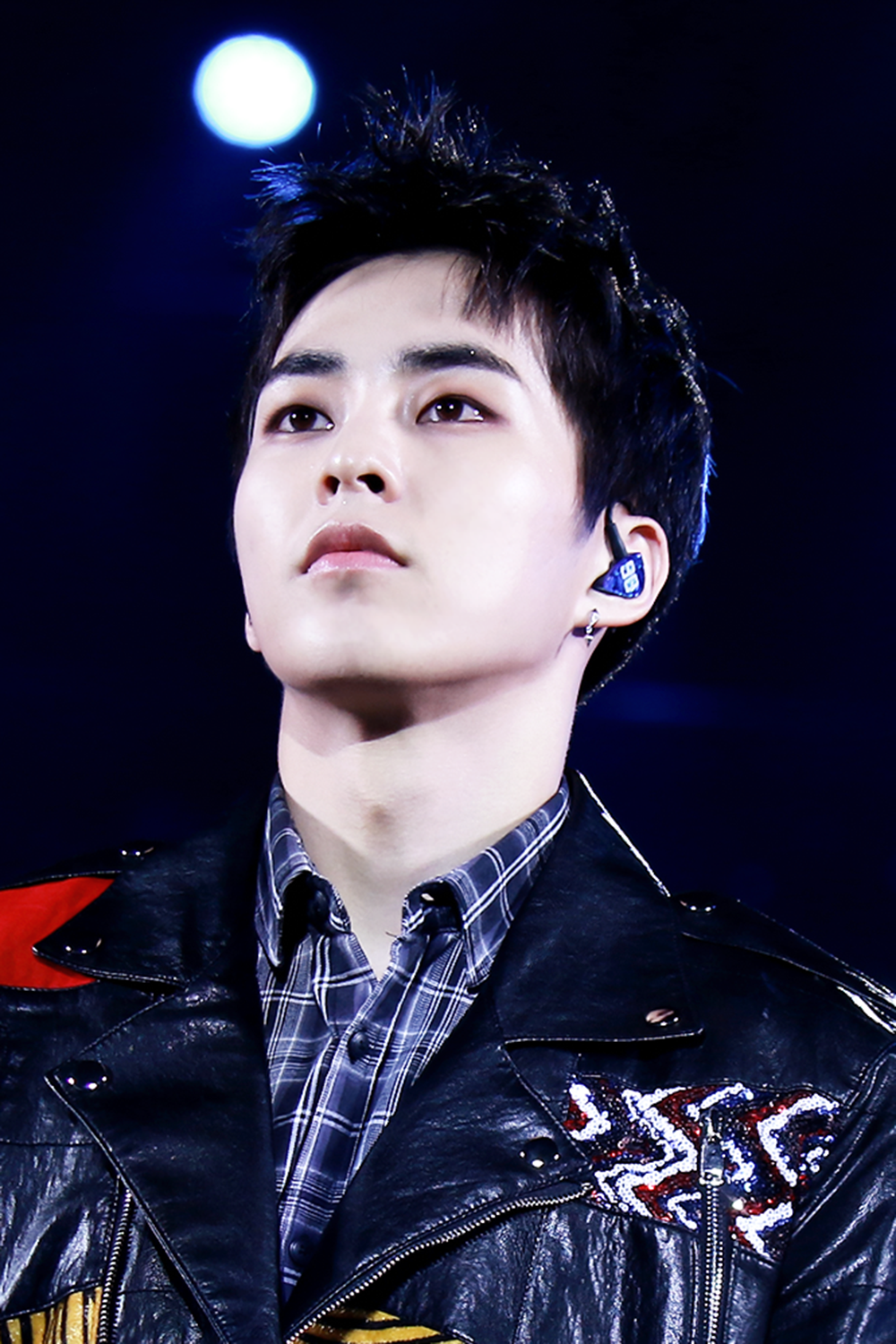
Сиумин в феврале 2018 года.

В январе 2015 года Сиумин дебютировал в мюзикле, сыграв персонажа Аквилы в музыкальной «Школа ОЗ» вместе с коллегамии по лейблами Чханмином, Кибомом, Луной, Сухо и Сыльги. В 2015 году вышла веб-дорама «Я влюбилась в До Чона», в которой Сиумин сыграл главную роль. Он также выпустил свою первую сольную песню с момента дебюта под названием «You Are The One» в качестве саундтрека к веб-дораме. Дорама была самой популярной веб-дорамой в Южной Корее в 2015 году, достигнув 20 миллионов просмотров всего за 17 дней.
В феврале 2016 года Сиумин участвовал в сольном сингле участницы AOA Чжимин «Call You Bae» и появился в её музыкальном видео. В июле он дебютировал на большом экране вместе с Ю Сын Хо в южнокорейском фильме «Ким Сон Даль». В августе он сотрудничал с другими участниками Exo Чхеном и Пэкхёном над оригинальным саундтреком под названием «For You» для телесериала «Лунные влюблённые - Алые сердца: Корё». В октябре 2016 года, вместе с Чхеном и Бэкхеном, Сиумин стал участником первого официального подразделения EXO-CBX. Группа дебютировала с мини-альбомом Hey Mama! 31 октября.
В июле 2017 года Сиумин сотрудничал с участником NCT Марком на сингле под названием «Young & Free» для проекта «SM Station». В августе он стал постоянным членом актерского состава на реалити-шоу Dangerous Beyond The Bleeds.
Сиумин поступил на обязательную военную службу 7 мая 2019 года. Он исполнил свои заключительные концерты перед его зачислением с концертом «Exo-CBX's Magical Circus - Special Edition» в Японии и встрече с фанатами «Xiuweet Time», на арене Jamsil 4 мая. После его зачисления он выпустил свой дебютный сольный сингл «You», который является частью проекта «SM Station», 9 мая. В августе сообщалось, что Сиумин будет играть главную роль в новом армейском мюзикле под названием «Возвращение: обещание того дня» вместе с участником Shinee Оню и Юн Чжи Соном, который прошёл с 22 октября по 1 декабря в Зале искусств Woori Олимпийского парка в Сеуле. Сиумин взял свой последний военный отпуск в ноябре 2020 года и не вернулся в армию из-за политики военных в отношении COVID-19; он был уволен 6 декабря.

### 2022—настоящее время: сольный дебют, расторжение контракта и INB100
SM Entertainment подтвердили, что Сиумин сыграет главную роль в новой драме «Айдолмаркет» в 2023 году.
26 сентября 2022 года Сиумин выпустил свой дебютный мини-альбом Brand New вместе с одноименным синглом. Brand New - это ретро-альбом в стиле K-pop, который, по словам The Korea Herald, дарит слушателям "ностальгическую звуковую эйфорию 90-х".
5 апреля 2023 года было подтверждено, что Сиумин и Ынха запишут совместную песню «Who?», которая была выпущена 9 апреля 2023 года.
1 июня 2023 года было объявлено, что Сиумин, Чхен и Бэкхён расторгли свои контракты с SM Entertainment из-за просроченных платежей и необоснованных сделок. 19 июня SM и три участника объявили, что обе стороны урегулировали свои разногласия по поводу спора о контракте, и участники решили остаться в агентстве.
20 сентября 2023 года было объявлено, что Сиумин принял участие в записи саундтрека к фильму «Айдолмаркет» под названием «Daisy».
8 января 2024 года Сиумин присоединился к лейблу Бэкхена, INB100, чтобы руководить его сольной деятельностью, в то время как деятельность Exo остается под управлением SM Entertainment.

## Дискография

### Песни
| Название | Year               | Высшая позиция     | Высшая позиция     | Высшая позиция     | Продажи            | Альбом                              |
| Название | Year               | KOR                | KOR                | US World           | Продажи            | Альбом                              |
| Название | Year               | Gaon               | Hot 100            | US World           | Продажи            | Альбом                              |
| Как ведущий артист | Как ведущий артист | Как ведущий артист | Как ведущий артист | Как ведущий артист | Как ведущий артист | Как ведущий артист                  |
| --- | ------------------ | ------------------ | ------------------ | ------------------ | ------------------ | ----------------------------------- |
| «Breakin' Machine» | 2014               | —                  | н/д                | —                  | н/д                | Exology Chapter 1: The Lost Planet  |
| «Beyond» | 2019               | —                  | —                  | —                  | н/д                | EXO PLANET #4 – The EℓyXiOn [dot]   |
| «You» (이유) | 2019               | 68                 | 65                 | —                  | н/д                | Non-album single                    |
| «Brand New» | 2022               | —                  | —                  | —                  | н/д                | Brand New                           |
| Как приглашенный артист |                    |                    |                    |                    |                    |                                     |
| «Call You Bae» (Джимин feat. Сиумин) | 2016               | 5                  | н/д                | 5                  | - KOR: 661,196     | Non-album single                    |
| Коллаборации |                    |                    |                    |                    |                    |                                     |
| «Young & Free» (вместе с Марком) | 2017               | 31                 | н/д                | 6                  | - KOR: 72,133      | Non-album single                    |
| Саундтрек |                    |                    |                    |                    |                    |                                     |
| «You Are the One» | 2015               | 62                 | н/д                | —                  | - KOR: 26,196      | Falling for Challenge OST           |
| «For You» (Бэкхён и Чен) | 2016               | 5                  | н/д                | 9                  | - KOR: 625,756     | Moon Lovers: Scarlet Heart Ryeo OST |
| "—" denotes releases that did not chart or were not released in that region. K-pop Hot 100 was introduced in August 2011, discontinued in July 2014 and was re-established on December 30, 2017. |                    |                    |                    |                    |                    |                                     |

## Фильмография

### Фильмы
| Название       | Год  | Роль | Примечания          |
| -------------- | ---- | ---- | ------------------- |
| «Ким Сон Даль» | 2016 | Кён  | Второстепенная роль |

### Телесериалы
| Год  | Название                | Роль      | Примечания              |
| ---- | ----------------------- | --------- | ----------------------- |
| 2015 | Мои соседи EXO          | Сиумин    | Вымышленная версия себя |
| 2015 | «Я влюбилась в До Чона» | На До Чон | Главная роль            |
| 2023 | «Айдолмаркет»           | Шин Тэ Хо | Главная роль            |
| 2024 | «Ресторан Хо»           | Хо Гюн    | Главная роль            |

### Документальные
| Название         | Год  | Телеканал   | Примечания    |
| ---------------- | ---- | ----------- | ------------- |
| Korea From Above | 2017 | Mountain TV | Вместе с Сухо |

## Награды и номинации
| Год  | Премия                    | Категория                          | Номинация             | Результат | Ссылка |
| ---- | ------------------------- | ---------------------------------- | --------------------- | --------- | ------ |
| 2015 | 4th APAN Star Awards      | Award for SNS Веб-дорама           | Я влюбилась в До Чона | Победа    | [ 39 ] |
| 2017 | Click! StarWars Awards    | Самый популярный певец             | Сиумин                | Победа    |        |
| 2023 | Circle Chart Music Awards | Mubeat Global Choice Awards (Male) | Сиумин                | Номинация |        |
| 2023 | Korea First Brand Awards  | Лучший соло-певец                  | Сиумин                | Победа    |        |